# ルナスタイル
株式会社ルナスタイルは、大阪府東大阪市にある企業。「Pixy Party」（ピクシーパーティ）などのブランドで知られる。

## 概要
大阪府東大阪市長田中5丁目1番7号に本拠を置く。
アパレル、雑貨、美容商品の制作、販売、OEM生産請負を手がける。
2007年11月1日、東大阪市内に設立。2008年11月、現在の所在地に移転した。

## 製品・ブランド

### Pixy Party
水着、コスチューム部門などの統合により、2011年3月に発足したブランド。
「Pixy Party」ブランドの水着としてはオーソドックスな形状のものにとどまらず、浴衣やチャイナドレス、バニーガール、メイド服をイメージした個性的なデザインのものがある。水着以外にもクリスマスやハロウィンといったイベント用のコスプレ衣装のほか、下着やバッグなども取り扱っている。
2020年、新型コロナウイルス感染症の流行 (2019年-)を受け、水着用の生地から洗濯して繰り返し使えるマスクを開発した。速乾性に優れ、接触冷感や紫外線カット（UPF50+）といった水着メーカーならではの技術が盛り込まれたものとなっている。

### その他のブランド
- Gucciny&co：2008年2月に発足したブランド[2]。財布、ケース、バッグなどを取り扱う[3]。

- FESTA：2015年4月に発足したブランド[2]。バッグを取り扱う[3]。

- La Classe：雑貨ブランドとして、2016年3月に発足[2]。主要商品としてはレインブーツがある[3]。